# Lithosoma
Genre
Lithosoma est un genre d'étoile de mer de la famille des Goniasteridae.

## Liste d'espèces
Selon World Register of Marine Species (18 décembre 2014) :
- Lithosoma actinometra Fisher, 1911 -- Philippines
- Lithosoma japonica Hayashi, 1952 -- Japon
- Lithosoma novaezelandiae McKnight, 1973 -- Nouvelle-Zélande
- Lithosoma ochlerotatus Macan, 1938 -- Océan Indien occidental
- Lithosoma penichra Fisher, 1917 -- Philippines
- Lithosoma pentaphylla (Alcock, 1893)